# Qui vicariam
Qui vicariam, bula pape Pavla VI. proglašena 29. srpnja 1969. godine kojom su riječko-senjska i splitsko-makarska biskupija uzdignute na status nadbiskupija i metropolitanskih središta. Tim činom obnovljena je splitska crkvena pokrajina koja je ukinuta 1828. godine bulom Locum beati Petri.